# Be Good
Be Good è il secondo album in studio del musicista statunitense Gregory Porter, pubblicato nel 2012.

## Tracce
Testi e musiche di Gregory Porter, eccetto dove indicato.
1. Painted on Canvas – 4:45
2. Be Good (Lion's Song) – 6:26
3. On My Way to Harlem – 7:40
4. Real Good Hands – 4:50
5. The Way You Want to Live – 4:24
6. When Did You Learn – 4:19
7. Imitation of Life (Sammy Fain, Paul Francis Webster) – 3:00
8. Mother's Song – 6:59
9. Our Love – 3:31
10. Bling Bling – 6:00
11. Work Song (Nat Adderley, Oscar Brown Jr.) – 6:34
12. God Bless the Child (Arthur Herzog Jr., Billie Holiday) – 3:34